# Hódmezővásárhely díszpolgárainak listája
Ez a szócikk Hódmezővásárhely díszpolgárait sorolja fel.
- Apponyi Albert (1902)
- Benkő László (2008)
- Bessenyei Ferenc (2004)
- Bethlen István (1921)
- Bibó Lajos (1990)
- Borsi János (1975)
- Dr. Csajbók Ernő (2005)
- Csikós András (2005)
- Csorba Mária (1975)
- Darányi Ignác (1902)
- Dr. Dömötör János (2002)
- Eifert János (2013)[1]
- Endre Béla (1975)
- Farkas Ferenc posztumusz (2020)
- Fejér Csaba (2003)
- Fodor József (2005)
- Galyasi Miklós (1990)
- Grezsa Ferenc (1991)
- Gyáni Imre (2006)
- Prof. Dr. Gyulai József (2003)
- Dr. Habsburg Ottó (2001)
- Hazai Samu (1916)
- Hegedüs Lóránt (1921)
- Herczeg Mihály (2001)
- Hegedűs Lajos (2005)
- Idősebb Dr. Imre József (1909)
- Janovics István (2007)
- Dr. Jan Van Dulst (1994)
- Juhász Imre[2] (1999)
- Justh Gyula (1905)
- Kárász József (1993)
- Kossuth Ferenc (1902)
- Kossuth Lajos (1880)
- Dr. Kovács Ferenc (1993)
- Kovács Imre (1975)
- Kurucz D. István (1988)
- Lelkes István (2020)
- Mayer János (1926)
- Nagy György (1993)
- Németh László (1990)
- Oláh Mihály (1981)
- Posztós Sándor (1975)
- Rákosi Jenő (1928)
- Dr. Rapcsák András (2003)
- Szalay Ferenc (2001)
- Szántó Kovács János (1975)
- Szathmáry Lajos (1983)
- Szenti Tibor (2007)
- Szeremlei Sámuel (1994)
- Takács Ferenc (1991)
- Thaly Kálmán (1906)
- Tisza István (1913)
- Tornyai János (1975)
- Wekerle Sándor (1894)